# جامعة مينيسوتا الحكومية في مورهيد
جامعة مينيسوتا الحكوميّة في مورهيد (MSUM) هي جامعة عامة في مورهيد، مينيسوتا. بلغ عدد الطلاب المسجلين في الجامعة 7،534 طالبًا في عام 2019، و266 عضو هيئة تدريس بدوام كامل. تعد جامعة مينيسوتا الحكوميّة في مورهيد جزءًا من نظام كليات وجامعات ولاية مينيسوتا. تقع جامعة مينيسوتا الحكوميّة في مورهيد على الحدود الغربية لولاية مينيسوتا على النهر الأحمر في الشمال في مورهيد. عبر النهر تقع فارجو بولاية نورث داكوتا.

## التاريخ
تم وضع الخطط لما سيصبح جامعة مينيسوتا الحكوميّة في مورهيد في عام 1885، عندما أقر المجلس التشريعي لولاية مينيسوتا مشروع قانون يعلن الحاجة إلى مدرسة عادية حكومية جديدة في وادي النهر الأحمر، مع التركيز على مورهيد. عضو مجلس الشيوخ الذي اقترح مشروع القانون، سيناتور الولاية سولومون كومستوك، تبرع بـ 6 أكر (2.4 ها) وخصصت الأموال التي ستخصص لتشكيل مدرسة مورهيد العادية، التي افتتحت في عام 1888. في عام 1921، أذنت الولاية للمدرسة بتقديم درجة بكالوريوس العلوم في التربية لمدة أربع سنوات من أجل تلبية الحاجة إلى معلمي المدارس الثانوية في شمال غرب ولاية مينيسوتا، وأصبحت المدرسة كلية مورهيد للمعلمين.
مع دخول الحرب العالمية الثانية، أبرمت الكلية عقدًا مع سلاح الجو في الجيش لتدريب طلاب الطيران. بعد الحرب العالمية الثانية، تضخم الالتحاق إلى أكثر من 700 طالب وتنوعت المدرسة وتوسعت في مناهج الفنون الحرة والمناهج المهنية. بدأت المدرسة في تقديم درجة البكالوريوس في الآداب في عام 1946 وبرامج الدراسات العليا بحلول عام 1953. نتيجة للعروض الموسعة، بحلول عام 1957 تم تغيير الاسم إلى كلية مورهيد ستيت.

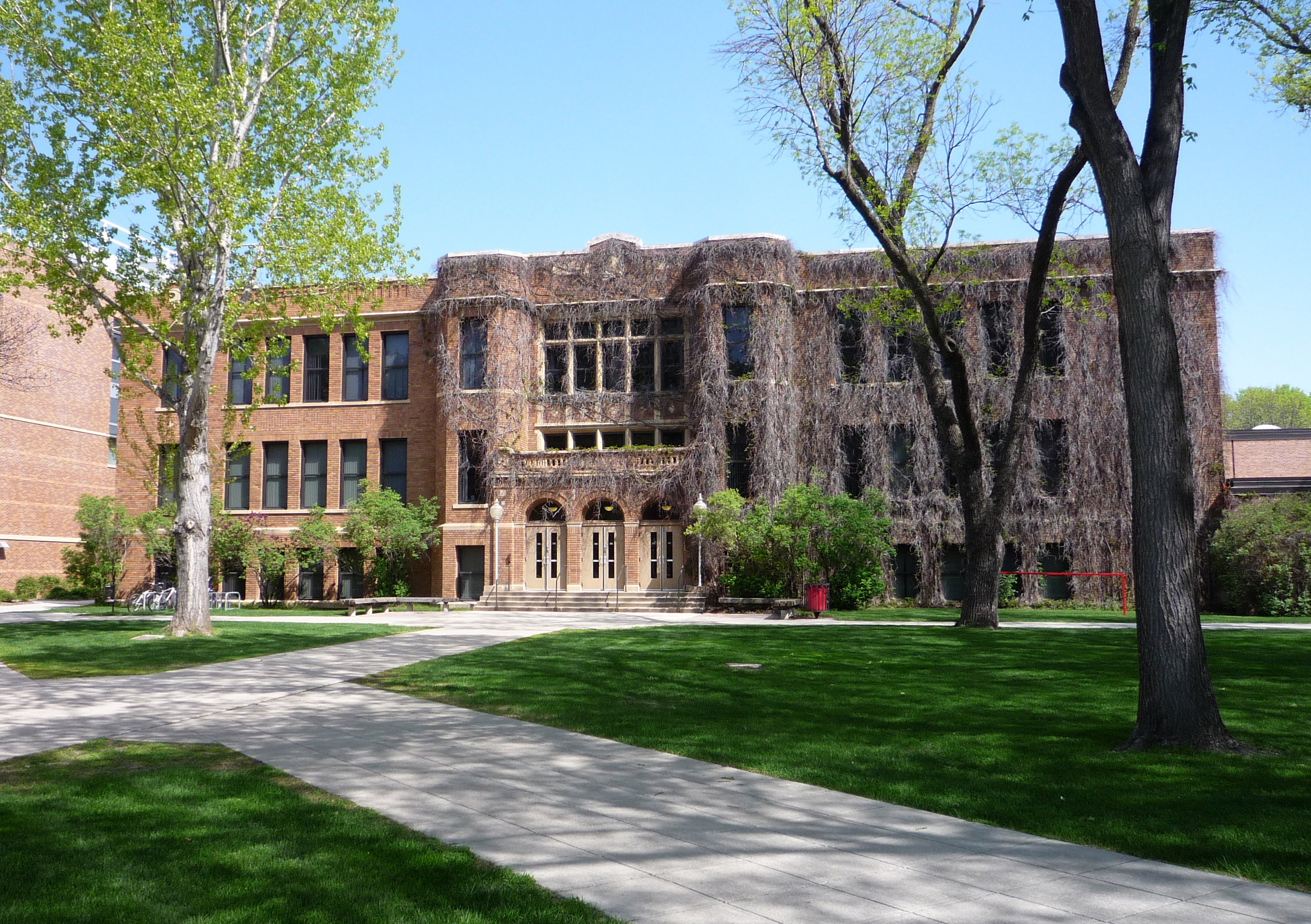
ويلد هول، أقدم مبنى في الحرم الجامعي.

في عام 1969، انضمت المدرسة إلى تبادل تسجيل مشترك تعاوني مع كلية كونكورديا المجاورة وجامعة ولاية داكوتا الشمالية، مما أدى إلى إنشاء جامعة تري كوليدج. استمرت المدرسة في زيادة عدد برامجها وبحلول عام 1975، منحت الهيئة التشريعية للولاية في ذلك العام مكانة الجامعة المدرسية تحت اسم جامعة مورهيد الحكومية. في عام 1995، أصبحت مورهيد ستيت جزءًا من نظام كليات وجامعات ولاية مينيسوتا. في 1 يوليو 2000، تم تغيير اسم المدرسة إلى جامعة مينيسوتا الحكوميّة في مورهيد عبر طلب تم إرساله إلى مجلس أمناء النظام. صُنّفت جامعة مينيسوتا الحكوميّة في مورهيد على أنها كلية الفنون الحرة رقم 18 في الغرب الأوسط من قبل مجلة تايم في عام 2008. مرت المدرسة بالعديد من التغييرات في الأسماء مع مدرسة مورهيد العادية (1887)، وكلية مورهيد ستيت للمعلمين (1921)، وكلية مورهيد الحكومية (1957)، وجامعة مورهيد الحكومية (1975) وأخيراً جامعة مينيسوتا الحكوميّة في مورهيد (2000).

### الرؤساء

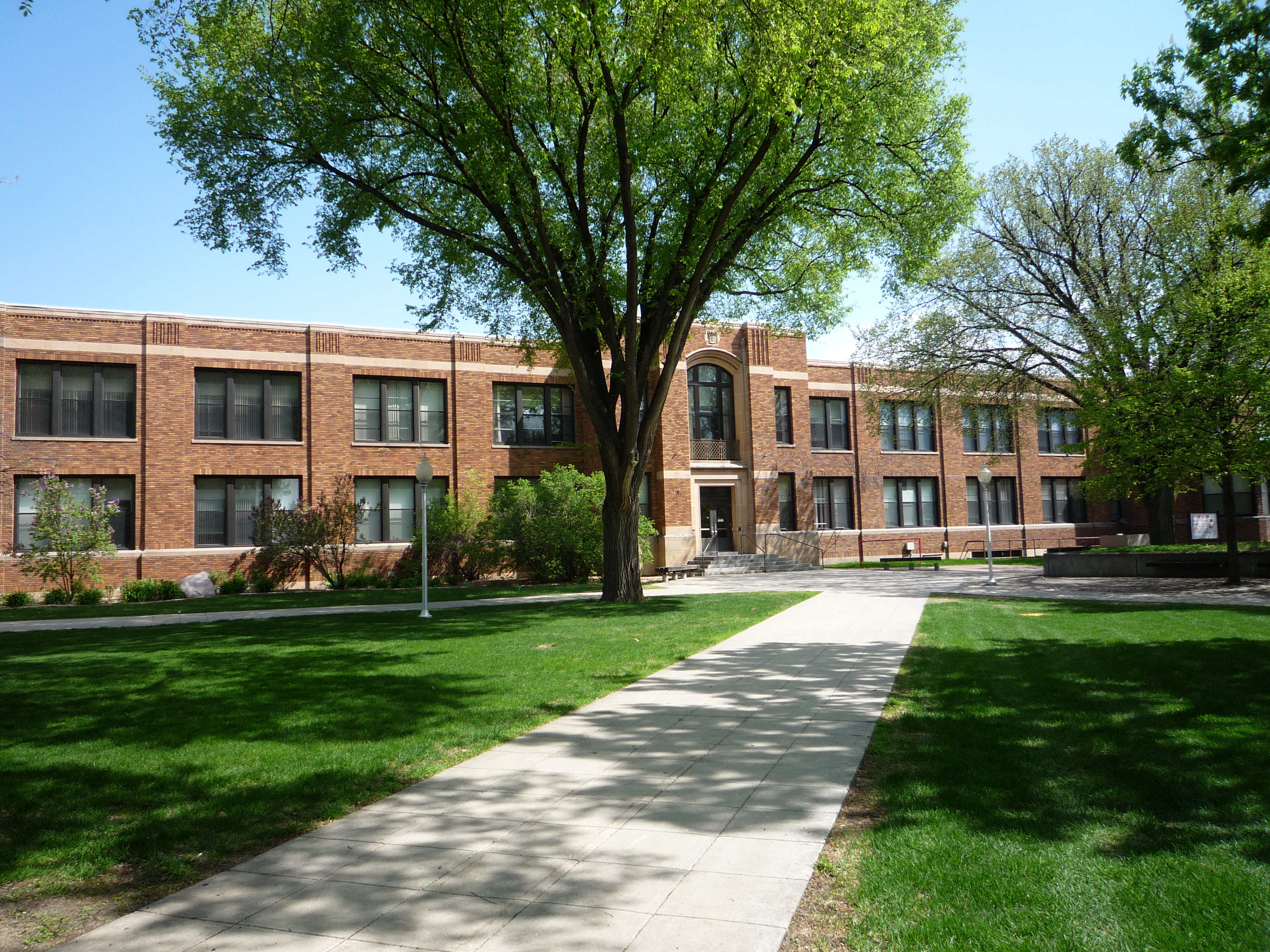
لومن هول، موطن التعليم الابتدائي والطفولة المبكرة والتعليم الثانوي وأقسام التعليم الخاص.

## أكاديميون
تقدم جامعة مينيسوتا الحكوميّة في مورهيد 76 تخصصًا جامعيًا مع 99 تخصصًا و14 برنامجًا لدرجة الدراسات العليا. كليات جامعة مينيسوتا الحكوميّة في مورهيد: كلية الآداب والإعلام والاتصال. كلية الأعمال والابتكار؛ كلية التربية والخدمات الإنسانية؛ كلية العلوم الإنسانية والاجتماعية؛ وكلية العلوم والصحة والبيئة. تم اعتماد جامعة مينيسوتا الحكوميّة في مورهيد من قبل 14 وكالة اعتماد وشهادة وطنية، بما في ذلك لجنة التعليم العالي. تم اعتماد جامعة مينيسوتا الحكوميّة في مورهيد فرع كلية إدارة الأعمال (بالإنجليزية: School of Business)‏ بالكامل من قبل جمعية تطوير كليات الأعمال الدولية الجامعية (AACSB).
تم اعتماد برنامج التمريض في كل من البكالوريا (BSN) والماجستير في التمريض من قبل لجنة تعليم التمريض الجماعي (CCNE). تشمل مجالات الاعتماد الإضافية ما يلي: علوم النطق واللغة والسمع. تدريب رياضي وتعليم المعلمين. تتعاون جامعة مينيسوتا الحكوميّة في مورهيد أيضًا مع كلية كونكورديا، وجامعة ولاية داكوتا الشمالية، وكلية ولاية نورث داكوتا للعلوم، وكلية ولاية مينيسوتا المجتمعية والتقنية في برنامج جامعة تري كوليج (بالإنجليزية: Tri-College)‏ الذي يوفر للطلاب فرصة لأخذ دورات بين الجامعات الخمسة التي يمكن اعتمادها في درجتهم.
تم تكريم أساتذة جامعة مينيسوتا الحكوميّة في مورهيد من خلال المزيد من التعيينات في مؤسسة كايس كارنيحي للتقدم في أساتذة التدريس للعام مقارنة بأي كلية أو جامعة، عامة أو خاصة، في مينيسوتا، أو داكوتا، أو أيوا، أو ويسكونسن. حصل أحد الأساتذة على تصنيف كايس كارنيجي لأفضل أستاذ في الولايات المتحدة، وحصل أحد عشر أستاذًا على لقب أستاذ كايس كارنيجي مينيسوتا لهذا العام.

## المنشورات
تدير جامعة مينيسوتا الحكوميّة في مورهيد مطبعة نيو ريفرس بريس (بالإنجليزية: New Rivers Press)‏، وهي مطبعة أدبية غير ربحية تأسست عام 1968. صحيفة الحرم الجامعي هي ذا أدفوكايت (بالإنجليزية: The Advocate)‏، المعروفة سابقًا باسم مي ستيك (بالإنجليزية: MiSTiC)‏. تم إغلاق الأخيرة من قبل إدارة الجامعة في عام 1970. تنشرُ المدرسة أيضًا مجلة أدبية هي الطقس الأحمر (بالإنجليزية: Red Weather)‏، بدعم من قسم اللغة الإنجليزية. المنشور السنوي هو مجلة النثر والشعر والمقابلات والتصوير الفوتوغرافي والفن من قبل الطلاب الجامعيين الحاليين وطلاب الدراسات العليا وأعضاء هيئة التدريس والموظفين والخريجين.
ينتج الطلاب مجلة أدبية أسبوعية مفتوحة التقديم بعنوان الدراجة الصفراء (بالإنجليزية: The Yellow Bicycle)‏، وهي مجموعة من الشعر والنثر والمقالات والمراجعات. تنتج جامعة مينيسوتا الحكوميّة في مورهيد نشرة إخبارية يومية بالبريد الإلكتروني لأعضاء هيئة التدريس / الموظفين تسمى دراغون ديجست (بالإنجليزية: Dragon Digest)‏، ومنشورًا مرتين في السنة لخريجيها وأصدقائها بعنوان مجلّة مورهيد (بالإنجليزية: Moorhead Magazine)‏.

## راديو التنين
محطة راديو الكلية بالمدرسة هي كاي إم سي إس، وهي محطة غير مرخصة تبث على آي إم 1500. كاي إم سي إس هي منظمة طلابية تم إنشاؤها لتعمل كمحطة إذاعية تعليمية غير ربحية وتعمل كمرفق تعليمي داخلي.

## أحداث بارزة
ترعى جامعة مينيسوتا الحكوميّة في مورهيد مؤتمرًا أكاديميًا للطلاب سنويًا. يوفر المؤتمر الأكاديمي للطلاب للباحثين الطلاب من كل كلية من كلياتها الفرصة لعرض أعمالهم على أعضاء هيئة التدريس والإدارة والأقران والجمهور العام في بيئة أكاديمية رسمية. تم تقديم المؤتمر لأول مرة في عام 1998.
يوفر المؤتمر بيئة رسمية لطلاب الطبقة العليا لتقديم أبحاثهم من الفصول المطلوبة في تخصصهم. هناك احتمال أن يتم نشر بحث الطالب أو تقديمه في مؤتمر حكومي أو إقليمي أو وطني. يعد المؤتمر الأكاديمي للطلاب فرصة رائعة للطلاب و جامعة مينيسوتا الحكوميّة في مورهيد للحصول على اعتراف على نطاق أوسع. يمكن لأي تخصص أو تخصص تقديمه في المؤتمر طالما أنه يلتزم بقواعد المؤتمر بناءً على المنتدى الذي يختاره الطالب لتقديم البحث. هناك خيار للعرض الشفهي باستخدام الوسائل المرئية، باوربوينت، إلخ...، أو يمكن للطالب إنشاء لوحة ملصقات تعرض النقاط والنتائج الرئيسية ليتم تقديمها بطريقة غير رسمية بشكل أكبر مع تلقي الأسئلة والاستفسارات من المتفرجين. يبدأ المؤتمر بمأدبة غداء لجميع المشاركين. بالنسبة لبعض التخصصات، يعد التقديم في المؤتمر إلزاميًا حيث يقدم الطالب بحث تخصصه من الندوة العليا أو فصل الأطروحة.

## ألعاب القوى
تشارك فرق جامعة مينيسوتا الحكوميّة في مورهيد كعضو في الرابطة الوطنية لرياضة الجامعات. ذا دراغونز (بالإنجليزية: The Dragons)‏ هي عضو في مؤتمر نورثرن سان (بالإنجليزية: Northern Sun)‏ بين الكليات (NSIC). تسمى فرق جامعة مينيسوتا الحكوميّة في مورهيد الرياضية التنين. لدى جامعة مينيسوتا الحكوميّة في مورهيد مجموعة متنوعة من الرياضات الداخلية بما في ذلك كرة القدم العلم والكرة اللينة وكرة القدم. تتوفر فرق الأندية أيضًا للرجبي الرجبي والسيدات، ولاكروس للرجال والنساء، والبيسبول التي تتنافس على المستوى الوطني. تشملُ الرياضات الرجالية كرة السلة، وعبر الضاحية، وكرة القدم، والمضمار والميدان، والمصارعة. تشمل الرياضات النسائية المتوفرة الرقص وكرة السلة وعبر الضاحية والجولف وكرة القدم والكرة اللينة والسباحة والغوص والتنس والمضمار والميدان والكرة الطائرة

## برامج الدراسة بالخارج
تحتفظ جامعة مينيسوتا الحكوميّة في مورهيد بعدد كبير من برامج الدراسة بالخارج في جميع أنحاء العالم. تشمل البرامج العضوية لـ جامعة مينيسوتا الحكوميّة في مورهيد ما يلي:

### آسيا
- جامعة نانكاي في تيانجين الصين
- جامعة كاندا للدراسات الدولية في تشيبا اليابان
- كانتو جاكوين في يوكوهاما اليابان
- جامعة ناغويا جاكوين في ناغويا، أيشي اليابان
- جامعة ريتسوميكان آسيا والمحيط الهادئ في بيبو اليابان
- جامعة تشونج أنج في سيول، كوريا الجنوبية
- جامعة مينج تشوان في تايوان

### أستراليا
- جامعة صن شاين كوست في كوينزلاند بأستراليا

### أوروبا
- جامعة بورتسموث على الساحل الجنوبي لإنجلترا
- تقع جامعة كيلي بين ليفربول وبرمنغهام في إنجلترا
- تقع جامعة لينكولن في وسط إنجلترا
- مركز دراسات العصور الوسطى وعصر النهضة في أكسفورد بإنجلترا
- كلية هيدمارك الجامعية في جنوب شرق النرويج

## هيئة التدريس
- رولان ديل (1924-2014)، أستاذ اللغة الإنجليزية، عميد الشؤون الأكاديمية، ثم الرئيس لمدة 26 عامًا
- ديفيد ميسون (مواليد 1954)، شاعر وكاتب
- توماس ماكجراث (1916-1990)، شاعر وباحث رودس وأستاذ اللغة الإنجليزية
- جيمس رايت (1927-1980)، شاعر
- مارك موسترت (1992-2000) منسق البرنامج للبرامج والترخيص في صعوبات التعلم. أستاذ التربية الخاصة بجامعة ريجنت مؤلف ومحاضر في تحسين النسل والتواصل الميسر و «أكلة عديمة الفائدة».[22]